# 滨海韦尔
滨海韦尔（法語：Ver-sur-Mer，法語發音：[vɛʁ syʁ mɛʁ] ⓘ）是法国卡尔瓦多斯省的一个市镇，位于该省北部偏西，属于巴约区。

## 地理
滨海韦尔（49°19'52"N, 0°31'46"W）面积9.01 平方千米，位于法国诺曼底大区卡爾瓦多斯省，该省份为法国西北部沿海省份，北濒大西洋英吉利海峡，东北与滨海塞纳省以海上边界相接，东临厄尔省，南至奧恩省，西与芒什省接壤。
与滨海韦尔接壤的市镇（或旧市镇、城区）包括：克雷蓬、滨海格赖、默韦讷、滨海圣克鲁瓦。
滨海韦尔的时区为UTC+01:00、UTC+02:00（夏令时）。

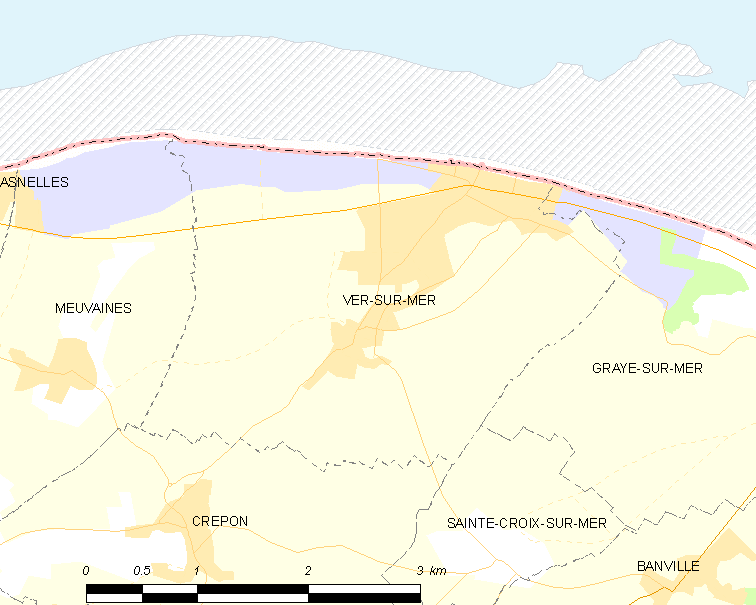
滨海韦尔的OSM定位图

## 行政
滨海韦尔的邮政编码为14114，INSEE市镇编码为14739。

## 政治
滨海韦尔所属的省级选区为滨海库尔瑟勒县。

## 交通
卡尔瓦多斯省省道D112线、D112B线和D514线在滨海韦尔交汇。

## 人口

1962-2008年间滨海韦尔人口变化图示

滨海韦尔于2022年1月1日时的人口数量为1622人。